# Conopophaga melanogaster
Il mangiamoscerini ventrenero o moschiniere pancianera (Conopophaga melanogaster Ménétries, 1835) è un uccello passeriforme della famiglia Conopophagidae.

## Etimologia
Il nome scientifico della specie, melanogaster, deriva dall'unione delle parole greche μελανος (melanos, "nero") e γαστηρ (gastēr, "ventre"), col significato di "dal ventre nero", in riferimento alla loro livrea: il nome comune altro non è che la traduzione di quello scientifico.

## Descrizione

### Dimensioni
Coi suoi 14,4-15,8 cm di lunghezza per 37-43,5 g di peso, questi uccelli rappresentano la specie di mangiamoscerini di maggiori dimensioni.

### Aspetto
Si tratta di uccelletti dall'aspetto massiccio e paffuto, muniti di grossa testa appiattita che sembra incassata direttamente nel torso, becco conico piuttosto corto e appuntito, ali corte e arrotondate, coda corta e squadrata e forti zampe allungate.
Il piumaggio è nero su testa, petto, fianchi e parte superiore del ventre (come del resto intuibile sia dal nome comune che dal nome scientifico), mentre sul resto di quest'ultimo esso sfuma nel grigio e il sottocoda è bianco: dorso, ali e coda sono di colore castano-bruno con lievi sfumature rossicce, le ultime due con estremità più scure e tendenti al nerastro. Dietro l'occhio parte una banda di penne bianche più lunghe delle circostanti che raggiunge la nuca inspessendosi, a formare la "tonsura" caratteristica di quasi tutti i conopofagidi.

Il dimorfismo sessuale è abbastanza netto, con le femmine quasi interamente brune (la porzione ventrale più tendente al grigio-nerastro) e dalla banda bianca più sottile e dalla colorazione meno nitida.
In ambedue i sessi il becco e le zampe sono di colore grigio-nerastro, mentre gli occhi sono di colore bruno scuro.

## Biologia
Si tratta di uccelli molto schivi e difficili da osservare, che si nascondono nel folto della vegetazione cespugliosa al minimo accenno di pericolo, rimanendo immobili fino all'allontanarsi della fonte di disturbo: diurni e tendenzialmente solitari, essi possono tuttavia essere osservati in coppie durante la stagione degli amori, e passano la maggior parte della giornata appollaiati sul ramo basso di un cespuglio a poca distanza dal suolo, attendendo il passaggio di eventuali prede sulle quali avventarsi.
Il richiamo di questi uccelli è basso e gracchiante, composto da 2-5 note ripetute a distanza di pochi secondi.

### Alimentazione
Si tratta di uccelli insettivori, la cui dieta è composta di insetti ed altri piccoli invertebrati rinvenuti in massima parte al suolo.

### Riproduzione
Mancano dati riguardante la riproduzione di questi uccelli, tuttavia si suppone che essa non differisca in maniera significativa, per modalità e tempistica, da quanto osservabile nelle specie congeneri.

## Distribuzione e habitat
Il mangiamoscerini ventrenero popola la porzione meridionale del bacino amazzonico, occupando l'area che va dalle rive orientali del Rio Madeira all'alto corso del Tapajós, a sud fino alla Rondônia settentrionale e al Mato Grosso nord-occidentale, e quella che va dalle rive orientali del Rio Xingu a quelle occidentali del basso corso del Tocantins: la sua presenza nell'area fra le due summenzionate è probabile ma non ancora dimostrata. Anche la singola osservazione avvenuta in Bolivia (lungo l'alto corso del Beni) deve ancora essere confermata.
L'habitat di questi uccelli è rappresentato dalla foresta pluviale primaria umida, con densissimo sottobosco e abbondante crescita di epifite, con la maggioranza delle osservazioni che avviene nei pressi di zone esposte alla luce (ad esempio grossi alberi caduti che interrompono la canopia).

## Tassonomia
La presunta sottospecie rusbyi, descritta in base a una singola osservazione in Bolivia, non pare avere validità e viene sinonimizzata con la nominale, rendendo la specie monotipica.
Sebbene alcuni autori ne abbiano suggerita l'ascrizione a un proprio genere monotipico, Pseudoconopophaga, a livello di vocalizzazioni e di biogeografia il mangiamoscerini ventrenero non presenta particolare distanza dalle altre specie di Conopophaga, anzi mostra affinità col cluster di specie facente capo a C. lineata.